# 猿の惑星/キングダム
『猿の惑星/キングダム』（さるのわくせい/キングダム、原題：Kingdom of the Planet of the Apes）は、2024年公開のアメリカ合衆国のSF映画。SF映画『猿の惑星シリーズ』の第10作目で、リブートシリーズの第4作。『猿の惑星: 聖戦記』から約300年後の世界を舞台に、新たなサーガの始まりを描く。

## あらすじ
シーザー率いる猿たちと人類の決戦のその後。仲間たちがシーザーの葬儀を執り行う。
それから約300年後。猿たちが旅の果てに辿り着いたオアシスから猿の文明が誕生し繁栄するが、一方で人類は退化し野生化していた。
猿たちの王、プロキシマス・シーザーは、失われた人類の技術から作られた武器で武装し、先祖のシーザーの教えを歪め支配していた。一方若きチンパンジーのハンターのノアは、人間の少女、メイとともに猿と人間の未来を決定するために旅に出る。

## キャスト
※括弧内は日本語吹替

### 猿（エイプ）
ノア
演 - オーウェン・ティーグ（松岡禎丞）
若きハンターのチンパンジー。
プロキシマス・シーザー
演 - ケヴィン・デュランド（竹内力）
失われた人類の技術を求めて猿たちを率いる野心的な独裁者のボノボ。
ラカ
演 - ピーター・メイコン（楠見尚己）
ノアの仲間の賢く高潔なオランウータン。
アナヤ
演 - トラヴィス・ジェフリー（浦和希）
ノアの友人であるチンパンジー。
スーナ
演 - リディア・ペッカム（白石晴香）
ノアの友人であるメスのチンパンジー。
コロ
演 - ニール・サンディランズ（多田野曜平）
ノアの父であり部族の長老の一人であるチンパンジー。
ダー
演 - サラ・ワイズマン（佐藤しのぶ）
ノアの母。
シルヴァ
演 - エカ・ダーヴィル（楠大典）
プロキシマス軍の忠実な指揮官のニシローランドゴリラ。
ライトニング
演 - ラス＝サミュエル・ウェルド・アブズギ（岡井カツノリ）
プロキシマス軍の兵士のチンパンジー。
モーリス
演 - カリン・コノヴァル（カメオ出演）
約300年前のサーカス出身のシーザーの仲間のオランウータン。

### 人間
メイ / ノヴァ
演 - フレイヤ・アーラン（小松未可子）
ノアの旅に同行することとなる少女。
トレヴェイサン
演 - ウィリアム・H・メイシー（千葉繁）
プロキシマスの庇護下にいる男性。
コリーナ
演 - ディーチェン・ラックマン
シェルターでメイから解読キーを受け取る女性。

## スタッフ
- 監督 - ウェス・ボール
- 製作 - ウェス・ボール、ジョー・ハートウィック・Jr.、リック・ジャッファ、アマンダ・シルバー、ジェイソン・T・リード[6]
- 製作総指揮 - ピーター・チャーニン[6]、ジェンノ・トッピング[6]
- キャラクター創造 - リック・ジャッファ、アマンダ・シルヴァー
- 脚本 - ジョシュ・フリードマン、リック・ジャッファ、アマンダ・シルヴァー、パトリック・アイソン
- 撮影 - ギュラ・パドス（英語版）
- 美術 - ダニエル・ドランス[6]
- 衣装 - マイェス・C・ルベオ[6]
- 編集 - ダン・ジマーマン（英語版）、ダーク・ウェスターベルト[6]
- 音楽 - ジョン・パエザーノ（英語版）
- 視覚効果監修 – エリック・ウィンキスト[6]

## 製作
2016年10月、『猿の惑星: 新世紀』と『猿の惑星: 聖戦記』の監督を務めたマット・リーヴス、プロデューサーのディラン・クラークの2人は、シーザーが中心でなくともシリーズの継続は可能だとして、『猿の惑星』リブート企画4作目の構想があることを明かした。
『猿の惑星: 聖戦記』が公開された2017年夏、リーヴスは続編へのさらなる関心を示した。「『…聖戦記』に登場したバッド・エイプのように、シーザーの群れに属さなかった猿のコミュニティが他にもまだあるはずだ。シーザーの指導下にいた猿のグループが他のグループと遭遇したら戦争になるんじゃないかな？　彼らはシーザーから受け継いだ“エイプは助け合う”という誠実さを知っているはずなのに、その優しい心を持たない猿たちと出会ったらどうなるだろうか」と語った。
2019年4月、ラスベガスで開催されたシネマコンで、20世紀フォックス買収から数週間後のウォルト・ディズニー・カンパニーは、フォックスの人気コンテンツだった『キングスマン』シリーズや『エイリアン』シリーズと並んで、『猿の惑星』も新しい物語を作り上げることを発表した。
当時20世紀フォックスは、グラフィックノベルの映画化『マウスガード』の企画を進めており、出演者と監督も内定していたが、ディズニーの買収騒動でこの話が消滅してしまう。同作を監督する予定だったウェス・ボールは、ディズニー側から「『マウスガード』は作らないけど、『猿の惑星』だったらどう？」と打診されたという。もともと『マウスガード』にアンディ・サーキスをキャスティングしていたボールは、『猿の惑星』なら自然にフィットする企画だと思い、この話を承諾。ボールはインタビューで「正直なところ、最初は『猿の惑星』リブート版をやる気はなかった。僕の進めていた作品が作りたかったからね。でも新しい世界への扉を開くことも大事だ。リブート三部作のファンはどうか心配しないで。『猿の惑星: 創世記』や『…新世紀』の製作と共同脚本を担当していたリック・ジャッファ、アマンダ・シルヴァーの他にも、多くの同じスタッフが参加してくれるんだ。本当にクールで新しいものになるよ」と話している。
2020年2月、プロダクション・デザイン（美術）にダニエル・ドランス、プロデューサーにジョー・ハートウィックJr.が参加することが報じられた。ドランスとハートウィックJr.は、ボールが監督した『メイズ・ランナー』シリーズで組んでいたチームの一員である。この時の報道で『猿の惑星/キングダム』は、20世紀フォックスが製作したリブート三部作と関連する可能性は低いだろうと触れられている。
1968年のオリジナル版も、リブート版も大好きだったウェス・ボールは、シーザー三部作のあとに価値あるものを作るのは不可能ではないかと思い、一度は監督の話を固辞したという。だがしばらく考え、思い直してプロジェクトを請けることにした。ボールがスタジオ側に出したアイデアは、シリーズに新しいアプローチを取り入れることだった。すなわち『猿の惑星: 聖戦記』の直後の話にするのではなく、シーザーの死後から何世代も時間をスキップするということだ。これにより、制作チームには自由な発想で新しいストーリー創作が可能になった。「新しいキャラクター、新しいストーリー。『猿の惑星/キングダム』は、ちょっとした冒険物のような味わいがある。チンパンジーの若者が旅に出て、言葉を話すヒトと出会い、初めて世界を発見するんだ」。

## 撮影
2022年の初夏にボールはスタジオに脚本を届け、クランクインに向けて主役にふさわしい人材探しを始める。20世紀フォックス製作のリブート三部作では、アンディ・サーキスが担当したエイプのモーションキャプチャ俳優として、オーウェン・ティーグが主役エイプを演じると発表された。2022年10月よりディズニースタジオ・オーストラリアで撮影開始。作品名を伏せるために「Forbidden Zone」の仮題で撮影を進め、2023年2月にクランクアップした。

## 反響
映画冒頭がシーザーの葬送シーンで始まることに関して、監督のボールは以下のように語った。「亡くなったシーザーこそが、この映画の始まりなんです。ほんの僅かなシーンですが、猿が伝説になった瞬間です。この映画では、シーザーが遺したものをさまざまな角度から覗いていきます。観客に、この物語の起源がどこなのか、思い出させるための効果的な手段です」。
ラカは、人間とエイプの共存は可能だとするシーザーの教えを信じる賢いオランウータンで、一方のプロキシマス・シーザーは、暴力で猿社会を支配する悪役である。観客はラカの考え方に寄り添いたいと思うが、ウェス・ボールの談話では、ラカの過去の人間に対する認識にはやや間違いがあり、実はプロキシマスの主張が正確だという。「彼（プロキシマス）が言うことに事実と異なる点は何もない。アイツが話していることは実際には正しいんだ。そう考えると、ちょっと魅力的なキャラクターだよね。でも彼はそれを鉄拳（暴力）という間違った方法で行なっている」。
人間側の主人公メイを演じたフレイヤ・アーランは、「ノアが常にメイに対して落胆しているのが分かります。でも、自分が演じている時は当然、彼女（メイ）が自分勝手にならざるを得ないと思っていました」とインタビューで語った。「メイの両親は同じ任務に就いていて、ある日 2人とも帰って来なくなった。メイには共同生活者の中に恋愛対象の人がいて、それら全員が亡くなり、おそらくプロキシマスによって彼女の集落が壊されたのではないかと考えました。人類の重荷が肩にのしかかっているので、ひとりぼっちの彼女が生き残るため、家族が望んだ全てを守るため、メイが身勝手なことをするのかは理にかなっています。勿論それは、彼女自身の心にも大きな重荷なんです。だから、いつかは彼女は死ぬしかないと思います」。ノアとメイの最後の会話をどう思うか？ という質問に対し、ノア役のオーウェン・ティーグは「これは完全に僕の推測だけど」とした上で「“これで終わりじゃないことは分かっている。もし次に会う時には、少しは礼儀正しく、友情のようなもの……少なくとも相互理解のようなものを保てるよう願っている”という意味に捉えました」と語った。「何よりも僕自身、続編を作ってノアの物語を終わらせたいです。まだ終わっていない気がします。ノアは自分が何者なのかをやっと理解したばかり。彼がどんなリーダーになり、エイプの世界にどんな影響を与えるのか、とても興味があるんです」。

## 新三部作への展望
監督のウェス・ボールと脚本家のジョシュ・フリードマンが提出した本作の内容を、スタジオ側は非常に高く評価していると報道されており、ディズニーは新しい『猿の惑星』三部作の製作を計画していると付け加えた。ディズニーが早くも次の主演俳優探しをしているという報道の中、マット・リーヴス監督の『THE BATMAN-ザ・バットマン-』でバットマンことブルース・ウェインを演じたロバート・パティンソンが、以前からこのシリーズへの参加に興味を示しているという。
2023年12月のエンパイアのインタビューで、ボールは「我々はこれを三部作として考えていた。この物語が最終的にどこへ向かうのか、壮大なアイデアを持っていました。だから私は今、次のストーリーについて（スタジオと）話し合っているところです」と明かしている。「前回の三部作は、何かの“終わり”についての話だった。そう、人類の終焉についてのね。今回の猿の時代には明るい未来があると見ている。だから私たちは過去の映画の残骸から、新しい木を育ててみようと思ったんだ」。「本作の主人公ノアには、何人かの父親的なキャラクターが登場するが、みんな何らかの形で最期を迎える。映画が終わる頃には、ノアはそれら父親たちから与えられた言葉を全て受け入れ、未来に進む方法を考えなければならなくなるんだ」と語るボールは、ノアの考える複雑でやっかいな旅路の先を、我々はもっと描けるのではないかと「MOVIE WEB」のインタビューで語った。「これから、『ゼルダの伝説』の実写化プロジェクトに関わる予定で忙しくなりそうなんだ。だけどノアとメイの物語も続けたいなと思っている。素晴らしい仲間たちと、この映画を作っている時はとてもワクワクしたし、楽しかったからね。だけど先のことはどうなるか分からない。良い脚本が出来たら、そこから始めよう」。

## 興行収入
オープニング成績は5,840万788ドルになった。全世界でのオープニング興行収入は1億2,900万ドルで、2024年5月12日時点での米バラエティ誌の報道によると、アメリカ圏外での動きは中国で1,140万ドル、フランスで710万ドル、メキシコで640万ドル、イギリスで480万ドルとなっている。他の上位市場は、韓国（320万ドル）、オーストラリア（270万ドル）、ブラジル（260万ドル）、ドイツ（220万ドル）、スペイン（220万ドル）となった。
2024年6月9日現在、『猿の惑星:キングダム』は、アメリカとカナダで1億4,980万ドル、その他の地域で2億1,000万ドルの興行収入を上げており、全世界で合計3億5,980万ドルとなっている。

## 評価

### 批評
レビュー集積サイトRotten Tomatoesでは、評論家たちが本作を「『アバター』クラスの視覚効果と、傑出したパフォーマンス、一流のアクションを持つ」としながらも「前作の高みにはまだ及ばない」と評した。それでも同ウェブサイトの298人の批評家によるレビューの80%が肯定的で、平均評価は7/10点と高得点を記録している。同サイトの批評家たちの総意は、「愛すべきキャラクターと豊かなビジュアルで新時代を開拓した本作は、『猿の惑星』シリーズ最高の栄冠を手にすることはないが、その継続的な統治を巧みに正当化している」と絶賛している。加重平均を使用するMetacriticは、57人の批評家に基づいて、本作に100点中66点のスコアを割り当て、全体的に好意的なレビューを示した。
ロサンゼルス・タイムズ誌のセルジオ・バースタインは「新たな『猿の惑星』は、偉大なリブート三部作に比べると、テレビ俳優中心の無名なメンバーで構成され、『メイズ・ランナー』の監督も含めて著名スタッフの不足を感じさせて、大作映画の観点からは期待感が低かった。だが、これまでのシリーズ全体を支えてきたクリエイティブなプロデューサー、リック・ジャッファとアマンダ・シルヴァーをもっと信じるべきだった。前作の輝きには及ばないものの、『キングダム』は際立った、評価に値する物語を提案してくれた」と評した。
ニューヨーク・タイムズの映画評論家アリサ・ウィルキンソンは「前の三部作ほど心を揺さぶるものではありません。おそらく猿が人間と非常によく似た行動を取るようになり、“猿が人語を喋る”という観客の心に生じる不協和音が軽減されているからでしょう」としながら、「本物のシーザーは間違いなく勇敢で強い指導者でしたが、プロキシマスは、亡きシーザーの理念を利用してリーダー・シップを取ろうとする攻撃的な存在で、本作には考えるべきことが沢山あります。視覚的な手がかりから、プロキシマスの王国は、植民地化した他の国の労働力と技術を、自国の金庫に集めようとするローマ帝国をモデルにしていることが分かります」と解説している。

### 受賞・ノミネート
| 映画賞                                          | 授賞日         | 部門                                     | 対象 | 結果       | 出典          |
| ----------------------------------------------- | -------------- | ---------------------------------------- | --- | ---------- | ------------- |
| 第7回アストラ・ミッドシーズン映画賞             | 2024年7月3日   | 作品賞                                   | 『猿の惑星/キングダム』                                                                                        | ノミネート | [ 31 ]        |
| 第21回セントルイス映画批評家協会賞              | 2024年12月15日 | 視覚効果賞                               | 『猿の惑星/キングダム』                                                                                        | 次点       | [ 32 ]        |
| 2024シアトル映画批評家協会賞                    | 2024年12月16日 | 視覚効果賞                               | エリック・ウィンクイスト ショーン・ノエル・ウォーカー                                                          | ノミネート | [ 33 ]        |
| 第20回オースティン映画批評家協会賞              | 2025年1月6日   | 声優賞                                   | ケヴィン・デュランド                                                                                           | ノミネート | [ 34 ]        |
| 第23回ユタ映画批評家協会賞                      | 2025年1月11日  | 視覚効果賞                               | 『猿の惑星/キングダム』                                                                                        | ノミネート | [ 35 ]        |
| 第28回オンライン映画批評家協会賞                | 2025年1月27日  | 視覚効果賞                               | 『猿の惑星/キングダム』                                                                                        | ノミネート | [ 36 ]        |
| 第52回サターン賞                                | 2025年2月2日   | SF映画賞                                 | 『猿の惑星/キングダム』                                                                                        | ノミネート | [ 37 ]        |
| 第52回サターン賞                                | 2025年2月2日   | 監督賞                                   | ウェス・ボール                                                                                                 | ノミネート | [ 37 ]        |
| 第52回サターン賞                                | 2025年2月2日   | 助演男優賞                               | オーウェン・ティーグ                                                                                           | ノミネート | [ 37 ]        |
| 第52回サターン賞                                | 2025年2月2日   | 若手俳優賞                               | フレイヤ・アーラン                                                                                             | ノミネート | [ 37 ]        |
| 第52回サターン賞                                | 2025年2月2日   | 音楽賞                                   | ジョン・パエザーノ                                                                                             | ノミネート | [ 37 ]        |
| 第52回サターン賞                                | 2025年2月2日   | 美術賞                                   | ダニエル・T・ドランス                                                                                          | ノミネート | [ 37 ]        |
| 第52回サターン賞                                | 2025年2月2日   | 特殊効果賞                               | エリック・ウィンクイスト                                                                                       | ノミネート | [ 37 ]        |
| 第30回クリティクス・チョイス・アワード          | 2025年2月7日   | 視覚効果賞                               | エリック・ウィンクイスト スティーヴン・ウンターフランツ ポール・ストーリー ロドニー・バーク                    | ノミネート | [ 38 ]        |
| 第52回アニー賞                                  | 2025年2月8日   | 実写作品キャラクター・アニメーション賞   | クリスチャン・キッケンワイツ エイダン・マーティン アリソン・オール ラディヤ・アラム ハワード・スライ           | 受賞       | [ 39 ]        |
| 第23回視覚効果協会賞                            | 2025年2月11日  | 長編映画部門視覚効果賞                   | エリック・ウィンクイスト ジュリア・ナイリー ポール・ストーリー ダニエル・インマーマン ロドニー・バーク         | 受賞       | [ 40 ] [ 41 ] |
| 第23回視覚効果協会賞                            | 2025年2月11日  | 長編映画部門アニメーションキャラクター賞 | ノア： レイチェル・ダンク アンドレイ・コーヴァル ジョン・ソア ニールス・ピーター・カーガード                   | ノミネート | [ 40 ] [ 41 ] |
| 第23回視覚効果協会賞                            | 2025年2月11日  | 長編映画部門アニメーションキャラクター賞 | ラカ： ソンソク・チャーリー・キム ジョルジョ・ラフラッタ ティム・テラモト エイダン・マーティン                 | ノミネート | [ 40 ] [ 41 ] |
| 第23回視覚効果協会賞                            | 2025年2月11日  | 長編映画部門効果シミュレーション賞       | 炎上する村、急流、洪水： アレックス・ノウォトニー クロード・シッター フレデリック・ヴァルール ケヴィン・ケルム | ノミネート | [ 40 ] [ 41 ] |
| 第23回視覚効果協会賞                            | 2025年2月11日  | 長編映画部門合成&照明賞                  | ヨーグ・ブリューマー ザカリー・ブレイク ティム・ウォーカー コウスタブ・A・パーティル                           | ノミネート | [ 40 ] [ 41 ] |
| 第23回視覚効果協会賞                            | 2025年2月11日  | CG部門バーチャル撮影賞                   | エッグ・クライミング： デニス・ヨー アンジェロ・ペロッタ サマンタ・エリックスタッド ミエ・カン                 | ノミネート | [ 40 ] [ 41 ] |
| 第78回英国アカデミー賞                          | 2025年2月16日  | 視覚効果賞                               | エリック・ウィンクイスト ロドニー・バーク ポール・ストーリー スティーヴン・ウンターフランツ                    | ノミネート | [ 42 ]        |
| 国際映画音楽批評家協会賞                        | 2025年2月27日  | ファンタジー/SF映画作曲賞                | ジョン・パエザーノ                                                                                             | ノミネート | [ 43 ]        |
| 第97回アカデミー賞                              | 2025年3月2日   | 視覚効果賞                               | エリック・ウィンクイスト ロドニー・バーク ポール・ストーリー スティーヴン・ウンターフランツ                    | ノミネート | [ 44 ]        |
| 第32回ムービーガイド賞                          | 2025年3月6日   | 大人向け映画賞                           | 『猿の惑星/キングダム』                                                                                        | ノミネート | [ 45 ]        |
| 第5回クリティクス・チョイス・スーパー・アワード | 2025年8月7日   | SF/ファンタジー映画賞                    | 『猿の惑星/キングダム』                                                                                        | ノミネート | [ 46 ]        |

## ソフト特典
8月27日、米国にてリリースされる4K UHD版ソフトに加工前と完成版の映像を並べた本編映像"Inside the Lens: The Raw Cut"が収録されることが発表された。